# Yến mào
Yến mào (danh pháp hai phần: Hemiprocne coronata) là loài một loài chim thuộc họ Yến mào. Loài này được tìm thấy ở Ấn Độ, Đông Nam Á và Australasia. Loài này đôi khi được cho là cùng loài với yến mào phao câu xám (Hemiprocne longipennis) ở phía tây, nhưng chúng không giao phối với nhau khi khu vực sinh sống của chúng trùng nhau.
Yến mào có thể sinh sống trong các môi trường sống như rừng ẩm thấp tới các đồng rừng lá sớm rụng. Yến mào ăn sâu bọ, mặc dù chi tiết chính xác về kiểu loại con mồi mà chúng ưa thích vẫn chưa được nghiên cứu đầy đủ.
Trách nhiệm xây dựng tổ được chia sẻ giữa chim trống và chim mái. Chúng đẻ 1 trứng trong tổ treo trên các cành cây thưa. Màu vỏ trứng từ trắng tới xám. Có rất ít thông tin về thời gian ấp trứng, nhưng người ta cho rằng nó kéo dài hơn so với các loài yến lớn hơn. Chim non mới sinh được che phủ bằng một lớp lông tơ xám màu và được chim bố mẹ mớm mồi.